# 이형주 (프로게이머)
이형주(1984년 2월 14일 ~ )는 대한민국의 전직 워크래프트3, 스타크래프트 II 프로게이머이다. Check이라는 아이디로 활동했으며 주 종족은 나이트 엘프, 저그이다.

## 역사

### 워크래프트3 이전
쥬라기원시전, 피파 게이머로 이름을 날렸다.

### 워크래프트3
2003년부터 2009년까지 워크래프트3 시절 Check[pooh] 라는 아이디를 사용하는 나이트 엘프 게이머로 활동했다. 후 손오공 프렌즈 팀의 주축 나이트 엘프 게이머로 이름을 날렸다.

### 스타크래프트 II
2010년 프라임팀에 합류하여 스타크래프트 II 게이머로 처음 모습을 드러냈으며 글로벌 스타크래프트 II 리그에서 좋은 성적을 거뒀다. 2012년 1월 프랑스 e스포츠 게임단 eSahara로 이적하였다.
2012년 3월 은퇴하였다.

## 주요 성적

### 워크래프트3
- 2003년
  - WCG 2003 한국 예선 우승
  - 손오공배 MBC게임 프라임 리그ll 3위
  - 한빛소프트배 2003 워3 프라임리그 준우승
  - 인텔(INTEL)배 온게임넷 팀플최강전 우승
  - 손오공배 온게임넷 워크래프트3 우승
  - 한빛소프트배 CTB 1, 2 우승
- 2004년
  - 1차 GTV 배 한.중 국가대항전 우승
  - 2차 GTV 배 한.중 국가대항전 준우승
  - 슈마배 온게임넷 프로리그 우승
  - 손오공배 온게임넷 워크래프트3 2차 리그 우승
  - MBC 무비스배 CTB3 우승
  - 서울게임쇼 워크래프트3 종족최강전 우승
- 2005년
  - 랜드시네마배 PL5 8강
  - CKCG2005 4강
- 2006년
  - MIL2006 4강
  - PGL2006 4위
- 2007년
  - ggl digital life 2007 newyork 3위
- 2008년
  - blizzcon korea 우승
  - NGL FIANL 우승
- 2009년
  - Fabia G-League 준우승
  - Levono IEST2009 준우승
  - IESF2009 challenge 준우승

### 스타크래프트 II
- 2010년
  - 스타크래프트 II starswar 한국대표
  - 스타크래프트 II Starswar 한국대표 우승
  - 스타크래프트 II 베타커뮤니티대회 4강
  - 스타크래프트 II 17173 star2 worldcup 4위
  - 스타크래프트 II XP League 1 우승
  - 스타크래프트 II GSL open Season1 16강
  - 스타크래프트 II GSL open Season2 16강
  - 스타크래프트 II GSL open Season2 32강
- 2011년
  - 스타크래프트 II GSL Tour Code-s Jan 32강
  - 스타크래프트 II 2세대 인텔® 코어™ GSL Mar. 코드S 16강

## 아이디 변경 내력
- ( ~ )Check[pooh]
- (2003년 ~ 2009년)Check[FrienZ]
- (2010년 ~ 2011년) CheckPrime